# قلعة قباء
قلعة قباء، من القلاع الأثرية في المدينة المنورة، والتي قامت أثناء حملة الهاشميون ضد فخري باشا والأتراك لتنحية الحكم التركي وإحلال الحكم العربي بقيادة الشريف حسين.

## بناء القلعة
رأى فخري باشا ضرورة السيطرة على منطقة قباء خشية أن ينظم الهاشميون هجوماً على المدينة من تلك الجهة؛ فأهتم بفتح طريق الأمدادات العسكرية من المدينة إلى قباء ابتداءً من باب قباء في السور حتى مسجد قباء، وتعتبر هذه المنطقة بساتين متصلة ببعضها، يخدمها طريق متعرج، فأصدر فخري باشا أوامره بأن يجعله طريقاً مستقيماً؛ فعمل المساحون مسار الطريق، وقام عمال الجيش بفتح هذا الطريق عبر البساتين، وسارت القوافل العسكرية تعمل على إنشاء المزيد من التحصينات بين قباء والمدينة، وكانت قلعة قباء من أهم التحصينات التي انشأها فخري باشا لتكون قلعة دفاعية ومنطقة مراقبة في آنٍ واحد، وقد كانت بين عامي 1334-1337هـ/1915-1918م، وقد سبق إقامة طريق قباء شق شارع العينية عام 1333هـ/1914م لإيصال القوافل العسكرية إلى باب السلام مقر قيادة فخري باشا.

## أهمية القلعة
تعتبر القلعة من أكبر القلاع الموجودة في المدينة المنورة، حيث تُشرف على طريق قباء قلعة قباء، ولا تحتوي على أي لوحات تُشير إلى تاريخ إنشائها أو اسم من قام ببنائها، وهو مخالف لما تميزت به مباني المدينة المنورة في العصر العثماني من الاهتمام بتدوين تاريخ المباني، واختيار أبرز المواقع لوضع هذا التاريخ، ويكتب عادةً على لوحة من الرخام أو الحجر، ويُثبت في أعلى الأبواب الرئيسية لتلك المباني.

## موقعالقلعة
تقع القلعة في جنوب المدينة المنورة غرب المملكة العربية السعودية في منطقة قباء على مرتفع من الحرة، غرب الشارع العام بمسافة مائة متر، وتبعد عن مسجد الجمعة بمسافة ثلاث مائة وثلاثون متراً، وتُشرف القلعة على أغلب منطقة قباء نظراً لموقعها الكائن على هضبة عالية من هضاب الحرة الغربية، والتي تشتهر بسواد لونها، وقد أُستخدمت القلعة قديماً لحراسة مراقبة المنطقة الجنوبية من المدينة، كما أُستخدمت لرد أي ابتداء يمكن أن يحدث في المنطقة من خلال استخدام المدافع والبنادق التي خُزنت داخل القلعة باعتبارها الثكنة العسكرية المسؤولة عن حماية المنطقة، وقد أُستخدمت القلعة في عهد الملك عبدالعزيز آل سعود كمركز حراسة، وفي عهد الملك فيصل أُستخدمت هضبتها الخارجية لوضع مدفع شهر رمضان.

## وصف القلعة
- تتخذ القلعة الشكل المستطيل الذي يبلغ طوله خمسة عشر متراً وأربعين سنتمتراً، بينما عرضه يبلغ اثنى عشر متراً وعشرين سنتمتراً، ويتكون مبنى القلعة من دور أرضي ودورين علويين في أعلاها سطح القلعة المحاط بذروة قليلة الارتفاع
- أُستخدم في بناء القلعة الحجر الأسود المجلوب من الحرة، وتم تغطية الخارج بطبقة من الجير، كما طُلي باللون الأبيض
- للقلعة مدخل رئيسي يقع في منتصف الواجهة الشمالية يبلغ عرضه متر وأربعين سنتمتراً، وارتفاعه متران ونصف المتر، وينتهي بعقد نصف دائري من الحجر
- للمدخل باب من الخشب على هيئة ضلفتين تتكون كل ضلفة من أربعة ألواح راسية تمثل واجهة الظلفة، وتم تثبيت هذه الألواح من الخلف بواسطة عوارض خشبية أفقية يتم تثبيت هذه الألواح عليها باستخدام المسامير الحديدية، وللمدخل درجة واحدة يرتفع بها مدخل القلعة عن منسوب الهضبة الخارجية.
- للقلعة واجهات؛ فالدور الأرضي يحتوي على أربعين فتحة صغيرة، تقع على ارتفاع حوالي ثمانين سنتمتراً عن مستوى الأرضية الداخلية للقلعة، وتتخذ هذه الفتحات من الخارج الشكل المستطيلات الصغيرة، ويبلغ طول كل منها خمسين سنتمتراً، في حين لا يزيد عرض الفتحة عن اثنى عشر سنتمتراً، وتتميز الفتحات بالاتساع في الواجهات الخارجية لغرض إمكانية تحريك السلاح داخل الفتحات اثناء العمليات العسكرية، وقد أسهمت الفتحات بشكلها في تقليل إصابة المقاتل من الخارج، وتتوزع الفتحات على واجهات الدور الأرضي بأعداد متساوية حيث تحتوي كل جهة من جهاته على حوالي عشر فتحات تزيد أو تنفص حسب طول الواجهة
- تُحاط القلعة من الخارج بنصف من الحجر يبلغ عرضه حوالي خمسة عشر سنتمتراً وبارتفاعات مختلفة تتراوح ما بين ثمانين وثلاثين سنتمتراً حسب ارتفاع أرضية الهضبة عند تلك الجهة، كما يوجد أربع فتحات عند أركان القلعة لتثبيت رؤوس المدافع، وأما واجهات الدور الأول والثاني؛ فهي مجموعة من الفتحات التي يبلغ عددها في كل دور اثنين وثلاثين فتحة، وتحتوي كل واجهة على ثمان فتحات وهي أكبر نسبياً من واجهات الدور الأرضي، لارتفاعه عن أرض القلعة وإمكانية استخدامها في إطلاق قذائف المدفع، وتتشابه هذه الفتحات مع الفتحات الموجودة على واجهات الدور الثاني مع تميز الدور الثاني بوجود أربعة أبراج صغيرة، على هيئة بروزات مرتكزة على أربعة مدادات من خشب السدر المعروف بصلابته حيث بني على جوانبه ستار قصير لهذه الأبراج مع وجود فتحتين على جانبي
- كل برج من الجهة التي يقع عليها، كما يوجد فيها برج رأسي يمتد بطول ارتفاع القلعة يصل بين ادوار القلعة من الداخل وهو مصمت تماماً، ويقع البرج على الواجهة الغربية للقلعة، كما تحتوي ذروة سطح القلعة على مجموعة من الفتحات الصغيرة المشابهة لفتحات القلعة في الدور الأرضي، كما يوجد أربع فتحات عند أركان سطح القلعة تنتهي في أعلاها بعقود نصف دائرية، وتتميز أدوار القلعة بأن كل دور يرتد عن الدور الذي يسبقه من جميع الجهات بمقدار أربعين سنتمتراً، مما يزيد من متانة القلعة وثباتها ضد أي هجوم خارجي، خاصةً عند استعمال المدافع.
- يوجد عند منتصف القلعة منور سماوي مكشوف من الأعلى، وتطل عليه أدوار القلعة الأخرى بدون وجود أي درابزين تُحيط بهذا المنور عند كل دور، ويستمد كل دور من أدوار القلعة ما يحتاجه من الضوء والهواء عبر المنور لعدم وجود نوافذ مفتوحة إلى خارج القلعة وخاصةً في الدور الأرضي، ويوجد عند الحائط الغربي في الدور الأرضي ما يشبه المحراب يقع في تجويف الحائط، بعمقٍ يصل إلى ستين سنتمتراً، وبارتفاع يبلغ مترين ونصف المتر، ينعقد في أعلاه بعقد نصف دائري، وقد بُني سقفه على هيئة حجر بشكلٍ متناسق، ويوجد حول التجويف من داخل القلعة جدران غير مرتفعين في كل من الجهتين الشمالية والشرقية، بينما تُركت الجهة الجنوبية مفتوحة.[5][6]

## انظر ايضاً
- المدينة المنورة
- قلعة عروة
- فخري باشا

## وصلات خارجية
- قلعة قباء بين الماضي والحاضر “شاهدة” على تاريخ المدينة المنورة.
- قباء.. تعود إلى 100 عام وحمت المدينة من الأعداء.
- قباء التاريخية.